# Lumen Field
Lumen Field là một sân vận động đa năng ở Seattle, Washington, Hoa Kỳ. Nằm trong khu phố SoDo của thành phố, đây là sân nhà của Seattle Seahawks của National Football League (NFL) và Seattle Sounders FC của Major League Soccer (MLS). Ban đầu được gọi là Sân vận động Seahawks, sân được đổi tên thành Qwest Field vào tháng 6 năm 2004 khi hãng viễn thông Qwest mua lại quyền đặt tên. Sân được biết đến với cái tên CenturyLink Field vào tháng 6 năm 2011 sau khi CenturyLink mua lại Qwest, và sau đó nhận tên hiện tại vào tháng 11 năm 2020 với việc CenturyLink đổi tên thành Lumen Technologies. Đây là một cơ sở hiện đại với tầm nhìn ra đường chân trời của Trung tâm thành phố Seattle và có sức chứa 68.740 khán giả cho các trận đấu NFL và 37.722 khán giả cho hầu hết các trận đấu MLS. Khu liên hợp cũng bao gồm Trung tâm tổ chức sự kiện, nơi có Nhà hát âm nhạc Washington (Nhà hát WAMU), một nhà để xe và một quảng trường công cộng. Địa điểm tổ chức các buổi hòa nhạc, triển lãm thương mại và triển lãm tiêu dùng cùng với các sự kiện thể thao. Nằm trong bán kính 1,6 km từ Trung tâm thành phố Seattle, bạn có thể đến sân vận động bằng nhiều xa lộ và các hình thức vận tải công cộng.
Sân vận động được xây dựng từ năm 2000 đến năm 2002 trên địa điểm của Kingdome sau khi các cử tri chấp thuận tài trợ cho việc xây dựng trong một cuộc bầu cử toàn tiểu bang được tổ chức vào tháng 6 năm 1997. Cuộc bỏ phiếu này đã tạo ra Cơ quan sân vận động công cộng Tiểu bang Washington để giám sát quyền sở hữu công cộng của địa điểm. Chủ sở hữu của Seahawks, Paul Allen, đã thành lập First & Goal Inc. để phát triển và vận hành các cơ sở mới. Allen đã tham gia chặt chẽ vào quá trình thiết kế và nhấn mạnh tầm quan trọng của một địa điểm ngoài trời với bầu không khí thân mật.
Người hâm mộ Seahawks tại Lumen Field được vinh danh tại Kỷ lục Thế giới Guinness hai lần về độ ồn của đám đông lớn nhất tại sân vận động ngoài trời, lần đầu tiên ở 136,6 decibel vào năm 2013, tiếp theo là phép đo 137,6 decibel vào năm 2014. Tiếng ồn rõ ràng của đám đông cũng góp phần khiến tăng lợi thế sân nhà của đội với việc gia tăng khởi đầu sai (chuyển động của một cầu thủ tấn công trước khi chơi) và chậm trận đấu (lỗi vi phạm để chụp được bóng trước khi hết giờ thi đấu) các hình phạt đối với đội khách. Sân vận động là sân vận động đầu tiên ở NFL lắp đặt bề mặt cỏ nhân tạo FieldTurf. Nhiều trận đấu bóng bầu dục đại học và trung học cũng đã được tổ chức tại sân vận động này, bao gồm cả hai năm thi đấu của Washington Huskies trong quá trình cải tạo Sân vận động Husky từ năm 2011 đến năm 2012. Seattle Dragons của XFL cũng đã chơi tại Lumen Field vào năm 2020.
Lumen Field cũng được thiết kế cho bóng đá. Sự kiện thể thao đầu tiên được tổ chức bao gồm trận đấu của Seattle Sounders của United Soccer Leagues (USL). Đội của USL bắt đầu sử dụng sân vận động thường xuyên cho các trận sân nhà vào năm 2003. Đội MLS mở rộng Seattle Sounders FC, bắt đầu mùa giải khai mạc vào năm 2009 tại sân vận động này. Lumen Field là địa điểm của Cúp MLS vào năm 2009 và 2019. Địa điểm này cũng đã tổ chức các trận chung kết giải đấu năm 2010 và 2011 cho Cúp bóng đá Mỹ mở rộng. Sounders FC đã vô địch cả hai lần và các kỷ lục khán giả mới được thiết lập mỗi năm nó được tổ chức tại Lumen Field. Vào tháng 8 năm 2013, Sounders đã phá vỡ kỷ lục khán giả trên sân nhà mới khi 67.385 người hâm mộ đến xem họ thi đấu với Portland Timbers. Sân vận động đã tổ chức một số trận đấu Cúp Vàng CONCACAF qua nhiều giải đấu và Cúp bóng đá toàn châu Mỹ vào năm 2016. Đây là một phần trong nỗ lực của Seattle để tổ chức các trận đấu trong Giải vô địch bóng đá thế giới 2026, giải đấu được trao quyền chủ nhà cho Hoa Kỳ, Canada và México.